# 沧源赤瓟
沧源赤瓟（学名：Thladiantha sessilifolia var. longipes）为葫芦科赤瓟属下的一个变种。

## 扩展阅读
- 維基物種上的相關：沧源赤瓟